# Biełyje Bieriega (obwód kurski)
Biełyje Bieriega (ros. Белые Берега) – wieś (ros. деревня, trb. dieriewnia) w zachodniej Rosji, w sielsowiecie naumowskim rejonu konyszowskiego w obwodzie kurskim.

## Geografia
Miejscowość położona jest nad Swapą (prawy dopływ Sejmu), 11 km od centrum administracyjnego sielsowietu (Naumowka), 24 km na północny zachód od centrum administracyjnego rejonu (Konyszowka), 85 km na północny zachód od Kurska.
We wsi znajduje się 17 posesji.
Klimat
Miejscowość, jak i cały rejon, znajduje się w strefie klimatu kontynentalnego z łagodnym ciepłym latem i równomiernie rozłożonymi opadami rocznymi (Dfb w klasyfikacji klimatów Köppena).

## Demografia
W 2010 r. wieś zamieszkiwały 4 osoby.